# 花斑蛇鲻
花斑蛇鲻（学名：Saurida undosquamis）為輻鰭魚綱仙女魚目合齒魚亞目合齒魚科蛇鲻属的鱼类，俗名九棍。分布于非洲东岸、红海、印度洋、太平洋、澳洲、朝鲜、日本、美洲东岸、台湾岛以及南海、东海等海域，棲息深度1-350公尺，體長可達50公分，為底棲性魚類，生活在沙泥底質海域，屬肉食性，以魚類、甲殼類等為食，可做為食用魚。
花斑蛇鲻的肉可供食用。